# 946 (numero)
Novecentoquarantasei (946) è il numero naturale dopo il 945 e prima del 947.

## Proprietà matematiche
- È un numero pari.
- È un numero composto con 8 divisori: 1, 2, 11, 22, 43, 86, 473, 946. Poiché la somma dei suoi divisori (escluso il numero stesso) è 638 < 946, è un numero difettivo.
- È un numero sfenico.
- È un numero triangolare.
- È un numero esagonale.
- È un numero intero privo di quadrati.
- È un numero palindromo e un numero ondulante nel sistema posizionale a base 27 (181).
- È un numero felice.
- È un numero malvagio.

- È parte delle terne pitagoriche (946, 1728, 1970), (946, 5160, 5246), (946, 20328, 20350), (946, 223728, 223730).

## Astronomia
- 946 Poësia è un asteroide della fascia principale del sistema solare.
- NGC 946 è un galassia lenticolare della costellazione di Andromeda.

## Astronautica
- Cosmos 946 è un satellite artificiale russo.